# 신디 샘슨
신디 샘프슨(Cindy Sampson, 1978년 5월 27일 ~ )은 캐나다의 배우이다.
핼리팩스에서 태어났다.

## 출연 작품
- 엘리펀트 송 (2014년) - 크리스텔 역
- 윙스 오브 더 드래곤 (2013년)
- 롱 곤 데이 (2011년) - 레이나 역
- 찰리 존 (2011년) - 켈리 역
- 더 팩토리 (2011년)
- 더 쉬라인 (2010년)
- 우주전쟁 제로 (2009년) - 아비게일 픽슬리 역
- 더 크리스마스 콰이어 (2008년)
- 스웜프 데블 (2008년)
- 라이브 원스, 다이 트와이스 (2006년) - 조 역
- 라스트 키스 (2006년)
- 풋스텝 (2003년)

### 텔레비전
- 빙 휴먼 (2010년)
- 수퍼내추럴 시즌1 (2007-08, 2010-11)
- 더럼 카운티 (2007년)